# Suskityrannus
Suskityrannus („tyranský kojot“, podle výrazu pro kojota v jazyce kmene Zuni) byl rod teropodního dravého dinosaura, žijícího v období rané svrchní křídy (geologický stupeň turon až coniak, asi před 91 až 88 miliony let) na území dnešního Nového Mexika v USA. Tento menší dravý dinosaurus patřil do nadčeledi Tyrannosauroidea a je tak jedním z nejstarších známých pozdně křídových zástupců této skupiny v Severní Americe (o 4 miliony let starší je Moros intrepidus z Utahu).

## Historie

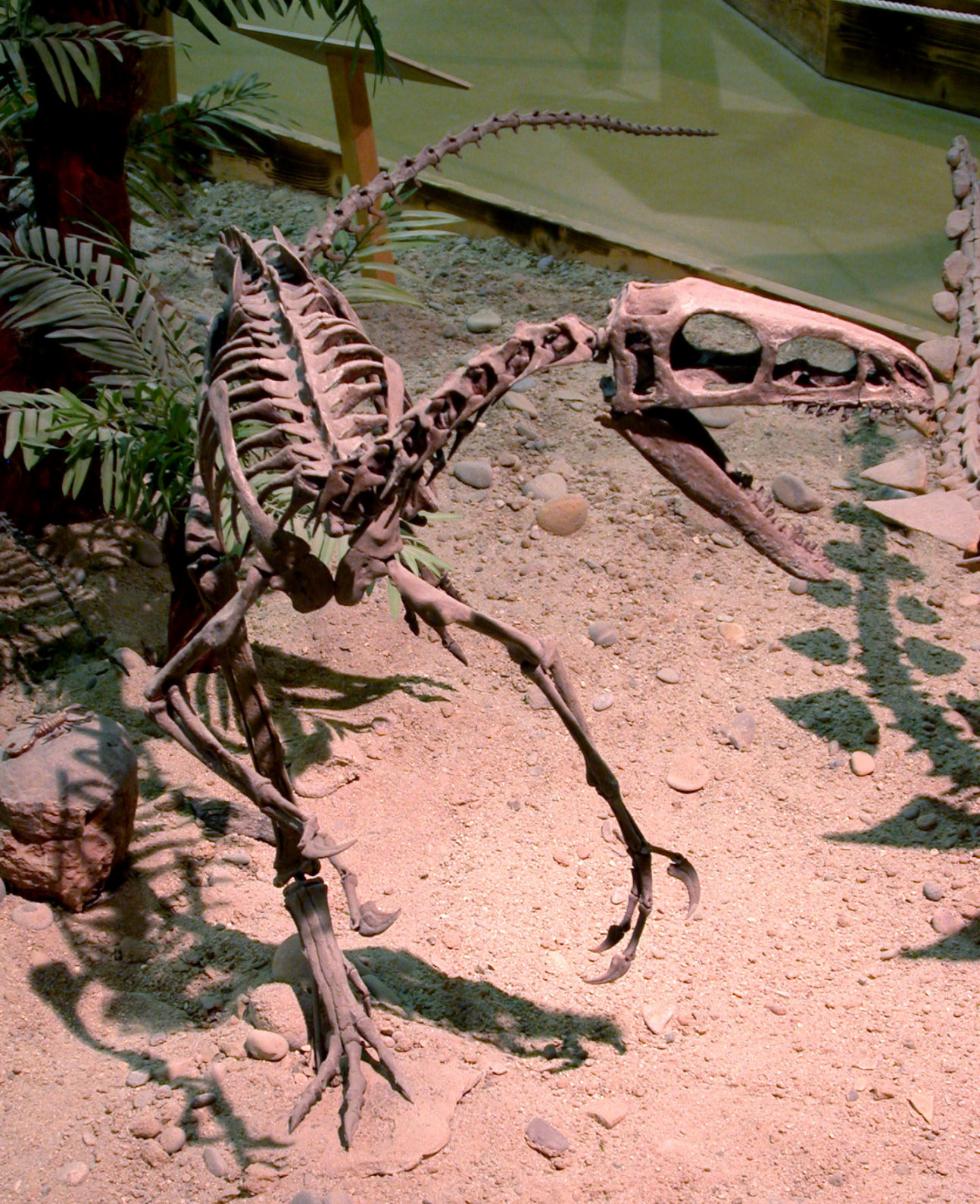
Kostra suskityranna rekonstruovaná ještě v podobě blíže neidentifikovaného célurosaura.

Objev fosilií tohoto teropoda, učiněný v sedimentech souvrství Moreno Hill (Pánev Zuni), byl poprvé zmíněn v odborné literatuře již v roce 1998 spolu s objevem menšího rohatého dinosaura rodu Zuniceratops. Dlouho byl pak považován za jakéhosi blíže neidentifikovatelného célurosaura, tedy vývojově vyspělého teropodního dinosaura. Formálně byl druh S. hazelae popsán týmem paleontologů v květnu roku 2019.

## Popis
Suskityrannus hazelae byl malý a lehce stavěný teropod, který zřejmě dokázal rychle běhat a lovil menší kořist. Jeho výška je odhadována asi na 0,9 metru a délka na 2,7 metru, hmotnost v rozmezí 20 až 40 kilogramů. Dva objevení jedinci však byli zřejmě mláďaty a v dospělosti by byli podstatně větší. Zajímavostí je přítomnost tzv. arktometatarzálu (srůstu kostí dolní části končetiny u nártu, sloužící k absorbování nárazů při rychlém běhu). Jedná se o anatomický znak běžný u všech pozdějších tyranosauridů. Suskityrannus tak zaplňuje mezeru ve fosilním záznamu o vývoji tyranosauroidů před vznikem pravých tyranosauridů.